# Martha's Vineyard
Martha's Vineyard (junto com a menor ilha Chappaquiddick) é um ilha na costa nordeste dos Estados Unidos da América, ao sul de Cape Cod, no estado de Massachusetts, no Condado de Dukes. Com uma área de 231,75 km², Martha's Vineyard é a 57ª ilha dos Estados Unidos por área.
A ilha é predominantemente uma colônia de férias para veraneio. é uma das maiores ilhas dos Estados Unidos.

## Galeria

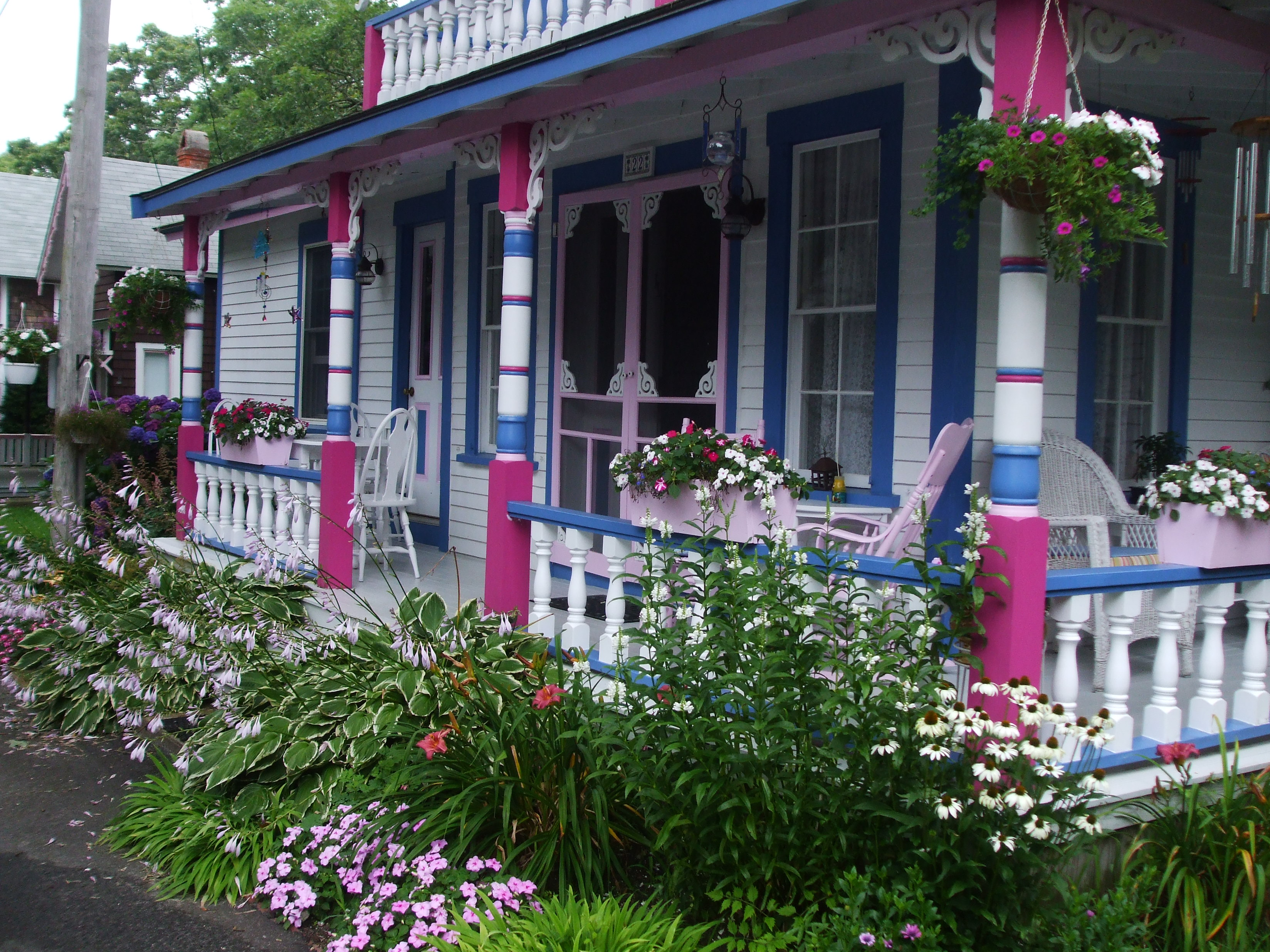
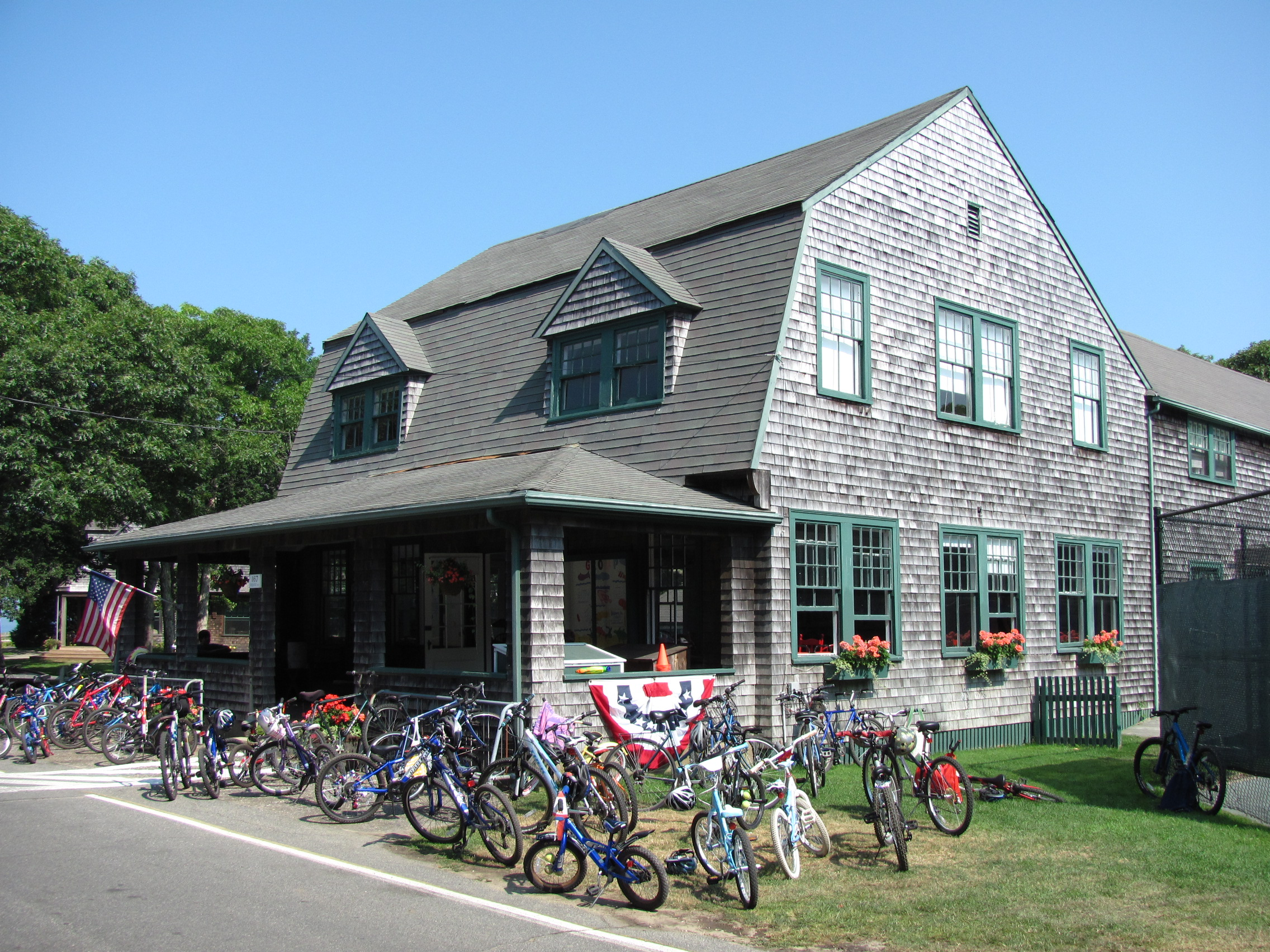
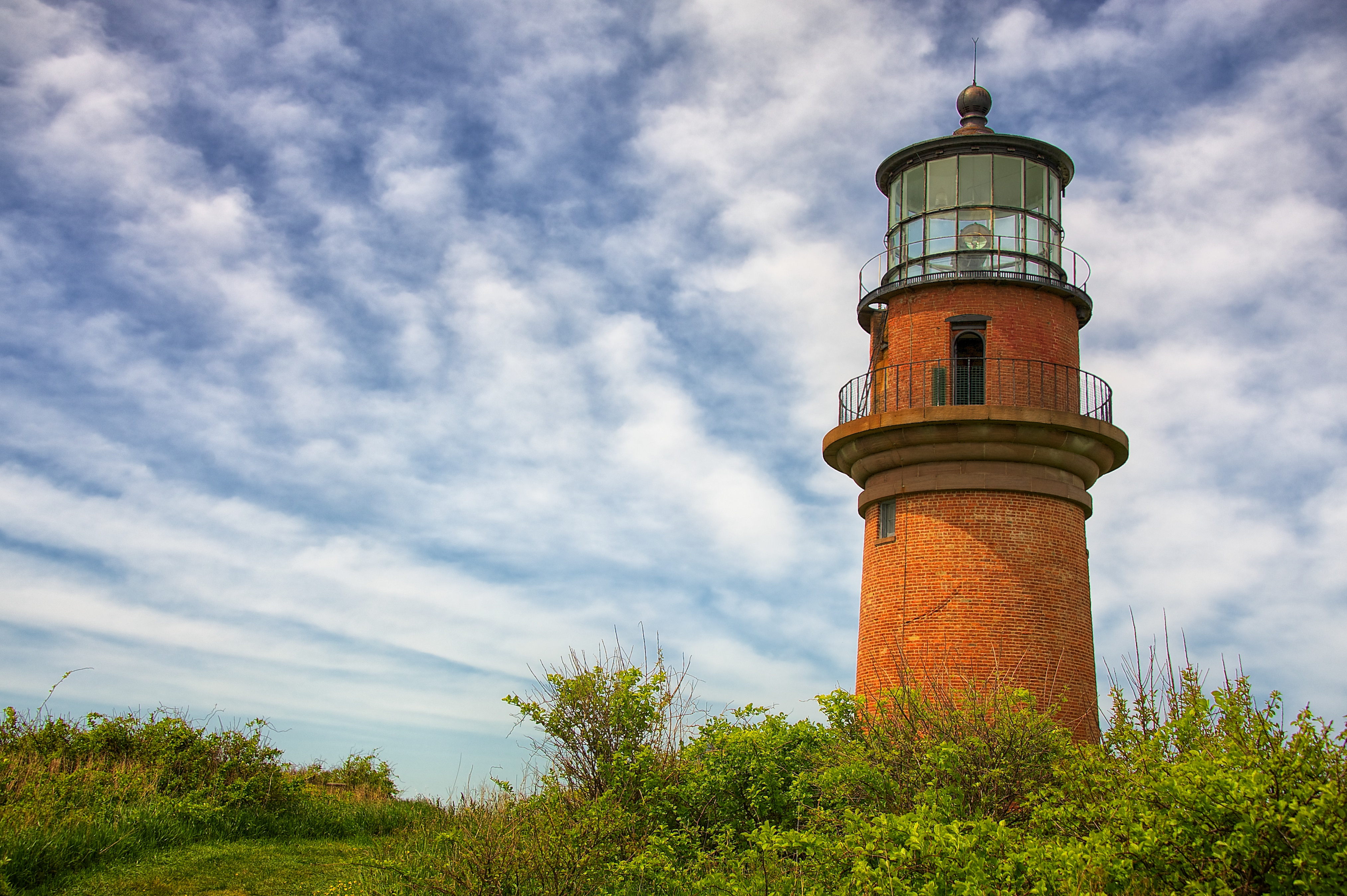